# Cathédrale de l'Immaculée-Conception de Sligo
Cette  cathédrale n’est pas la seule cathédrale de l'Immaculée-Conception.
La cathédrale de l'Immaculée-Conception de Sligo est la cathédrale du diocèse catholique romain d'Elphin. 

## Historique et présentation
Elle est située sur Temple Street à Sligo (comté de Sligo), en Irlande. La cathédrale a été commandée par Mgr Laurence Gillooly, évêque d'Elphin en 1858. Il décida que la taille et la richesse du diocèse appelait le remplacement de la chapelle paroissiale Saint-Jean, qui avait été reconnue comme la pro-cathédrale diocésaine.
Il engagea George Goldie, l'un des principaux architectes catholiques d'Angleterre au XIXe siècle. La cathédrale a été ouverte au culte le 26 juillet 1874 par le cardinal Paul Cullen de Dublin.
Modelée sur un style normand-romano-byzantin, elle est le seul exemple de cathédrale de style roman construite au XIXe siècle. Conçue en forme de basilique, l'église possède une tour carrée à sommet pyramidal, qui atteint une hauteur de 70 mètres, et des tourelles de soutien à l'extrémité ouest. Elle peut accueillir 1400 personnes. Le baptistère circulaire incorporé dans l'abside avec ses cinq fenêtres en lancette derrière le maître-autel, a été conçu à l'origine comme une chapelle mortuaire. 

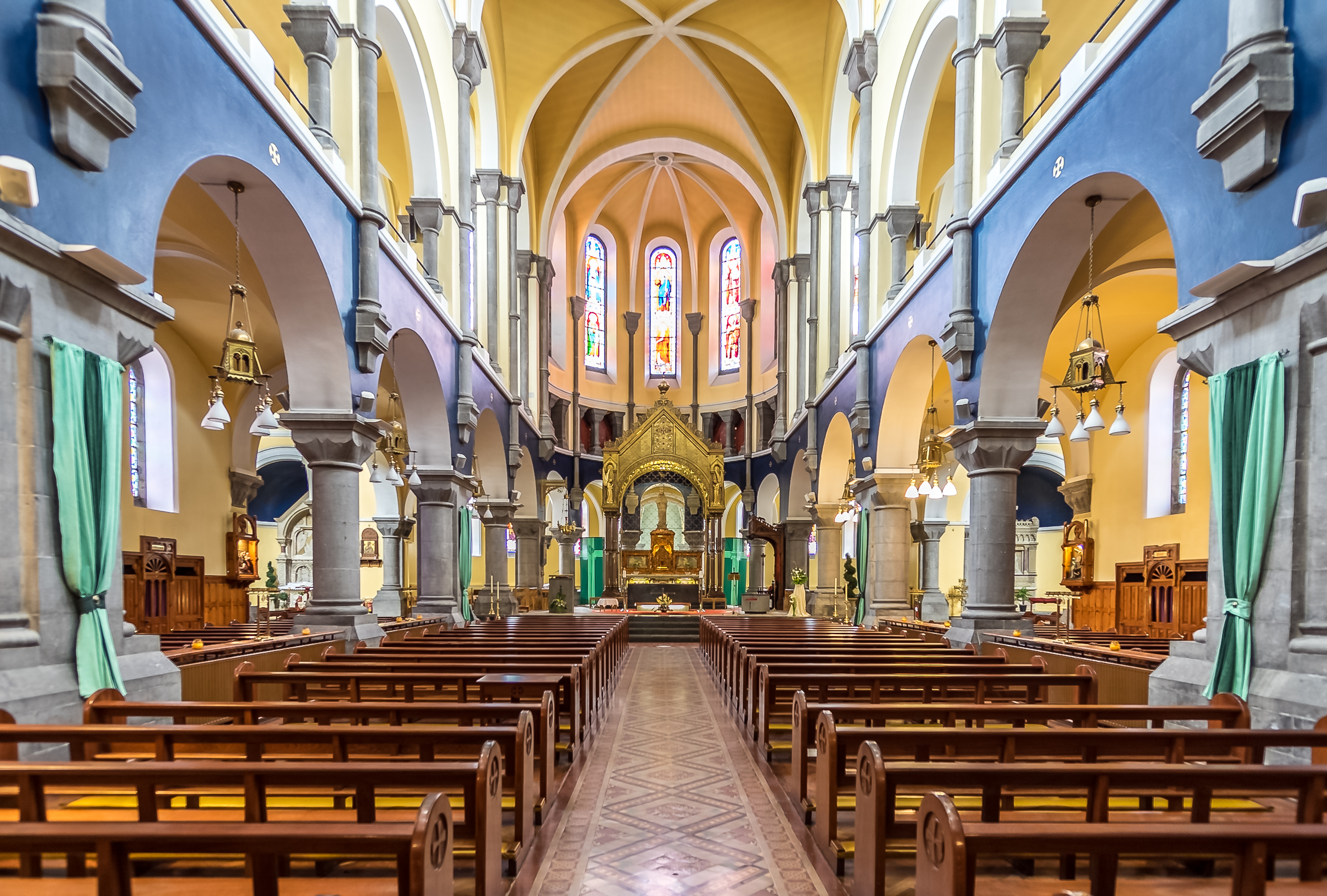
La nef en direction du chœur.
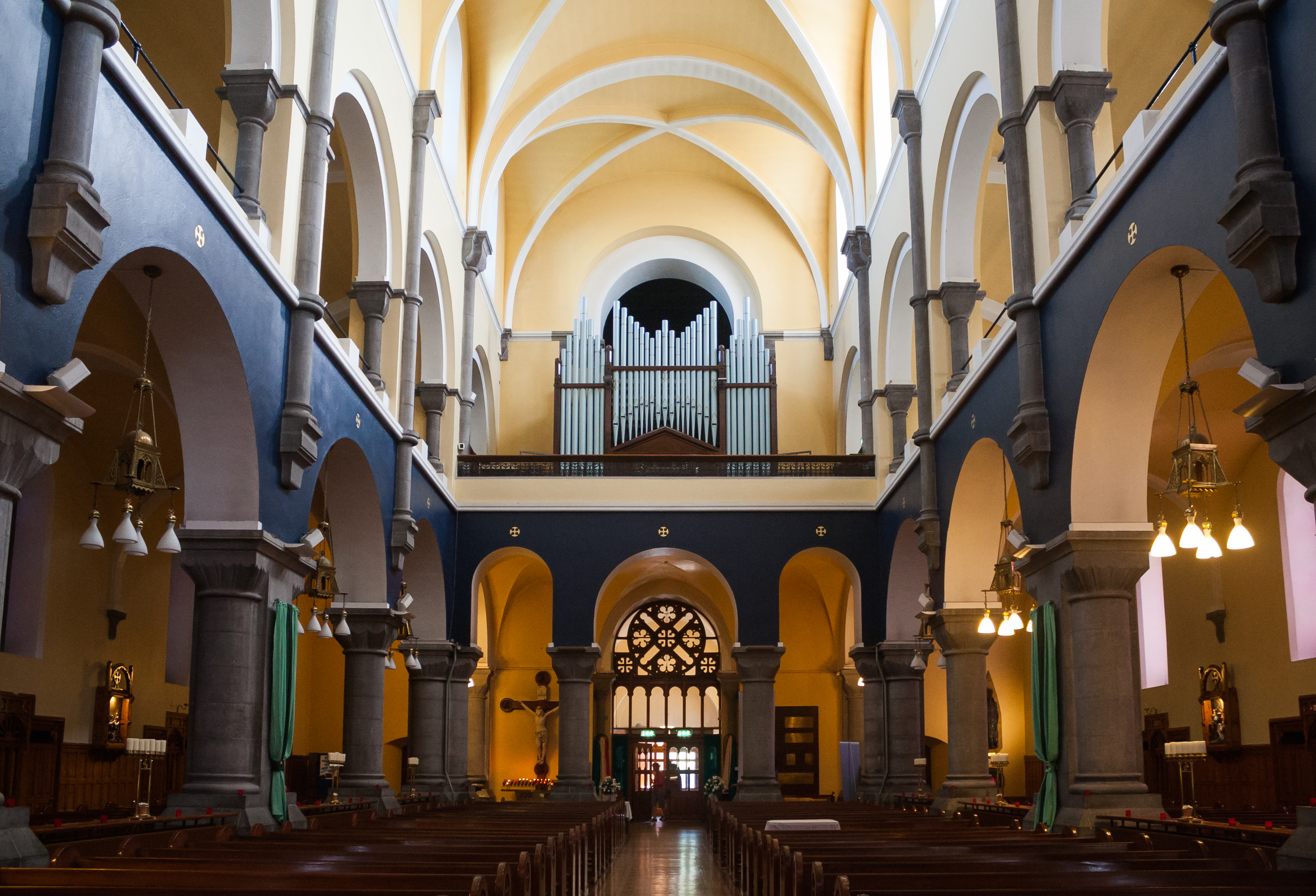
La nef en direction de l'orgue de tribune.